# Kelmis (ort)
För kommunen med samma namn, se Kelmis.
Kelmis (tyska) eller La Calamine (franska) är en ort i Belgien.   Den ligger i provinsen Liège och regionen Vallonien, i den tyskspråkiga gemenskapen i Belgien i den östra delen av landet, 120 km öster om huvudstaden Bryssel. La Calamine ligger 220 meter över havet och antalet invånare är 10 232.
Terrängen runt La Calamine är platt. Runt La Calamine är det ganska tätbefolkat, med 179 invånare per kvadratkilometer.. Närmaste större samhälle är Verviers, 17,7 km sydväst om La Calamine. 
Omgivningarna runt La Calamine är en mosaik av jordbruksmark och naturlig växtlighet.